# Булієнко Сергій Дмитрович
Булієнко Сергій Дмитрович (нар. 2 квітня 1922 у місті Торецьк Донецької обл. — пом. 8 серпня 2002, Львів) — доктор медичних наук, професор, завідувач кафедри акушерства та гінекології Львівського національного медичного університету імені Данила Галицького (1977 – 1992), директор Львівського НДІ педіатрії, акушерства та гінекології (1970 – 1980).

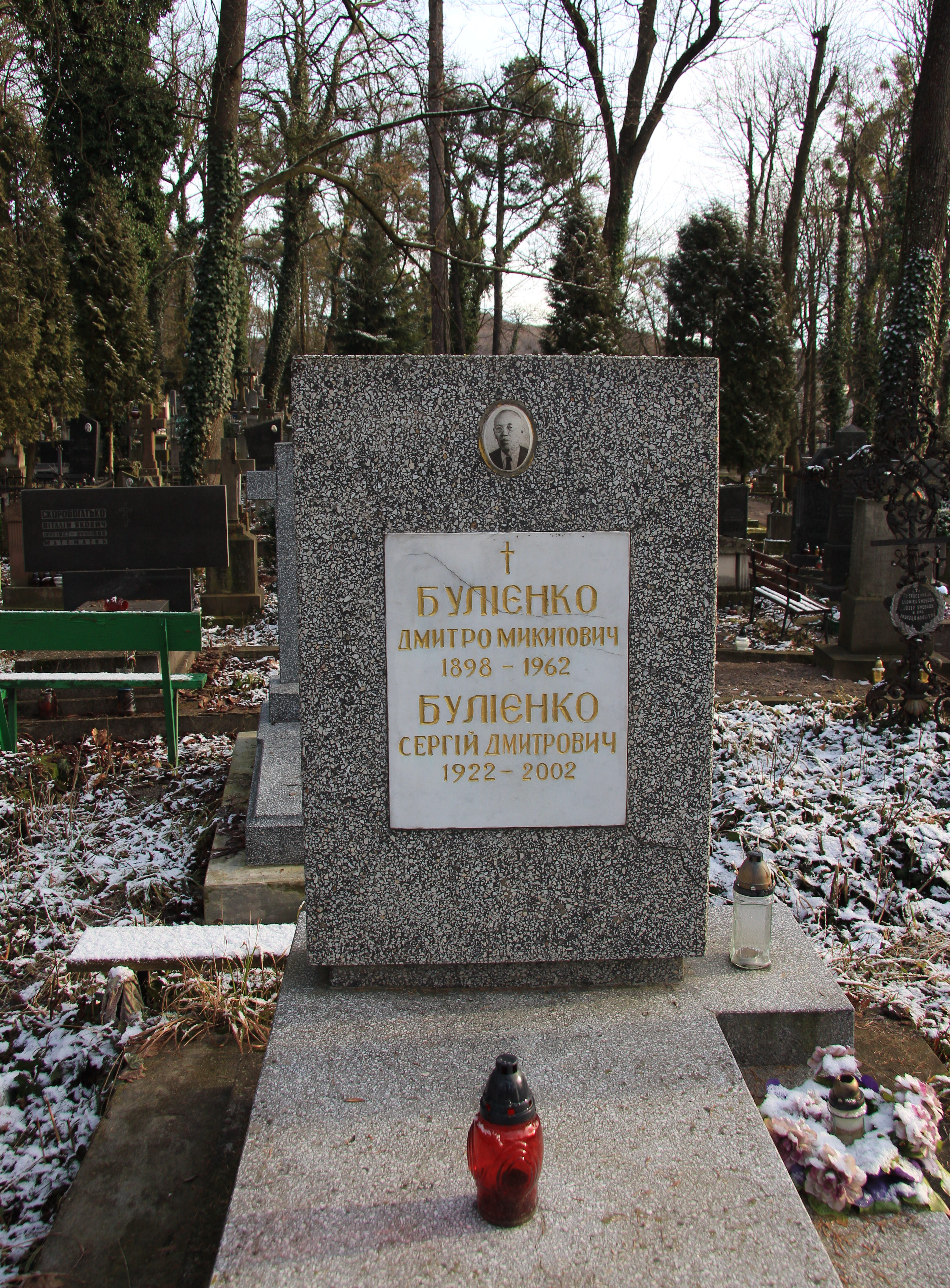

## Біографія
Народився 2 квітня 1922 року у місті Торецьк Донецької області, Україна. У 1951 році з відзнакою закінчив лікувальний факультет Львівського державного медичного інституту.
Працював: Клінічний ординатор (1951 – 1954), асистент (1954 – 1966), доцент (1967 – 1970), завідувач (1977 – 1992), професор (1992 – 1999) кафедри акушерства та гінекології Львівського національного медичного університету імені Данила Галицького, директор Львівського НДІ педіатрії, акушерства та гінекології (1970 – 1980).
Кандидат медичних наук (1963), доцент (1967), доктор медичних наук (1975), професор (1981). 
Похований на 55 полі Личаківського цвинтаря.

## Напрями наукових досліджень
- Лікування запальних процесів жіночих статевих органів
- Питання етіології, патогенезу, діагностики, профілактики та лікування невиношування вагітності
- Патогенез і клініка туберкульозу жіночих статевих органів
- Особливості перебігу вагітності, пологів і післяпологового періоду та стану дітей у жінок із вадами серця ревматичної етіології
- Діагностика, профілактика та лікування автоімунізації під час вагітності та її наслідків для матері і новонародженого

Автор понад 140 праць, серед них 5 монографій. Підготував 8 кандидатів, 1 доктора наук.

## Основні праці
Лечение воспалительных заболеваний женских половых органов локальным введением норсульфазола и антибиотиками (канд. дис.). Львів, 1963;
Вопросы патогенеза и клиники туберкулеза женских половых органов (докт. дис.). Львів, 1974;
Невынашивание и перенашивание беременности (монографія). Київ, 1982 (співавт.);
Обоснование применения иммунодепресантов в терапии женщин, страдающих невынашиванием беременности. Акуш Гинекол, 1983, № 5 (співавт.);
Догляд за гінекологічними хворими (посібник). Київ, Здоров’я, 1986 (співавт.).